# アイトール・オシオ・カリオン
アイトール・オシオ・カリオン（Aitor Ocio Carrión, 1976年11月28日 - ）はスペイン・ビトリア＝ガステイス出身の元サッカー選手。ポジションはディフェンダー。

## 経歴
セグンダ・ディビシオン（2部）のSDエイバル、アルバセテBPを経て、CAオサスナに在籍した2000-01シーズンにプリメーラ・ディビシオン（1部）初出場を果たした。
2003年にはセビージャFCに3年契約で移籍し、4度のタイトル（コパ・デル・レイ1度、UEFAカップ2度、UEFAスーパーカップ1度）獲得に重要な役割を果たし、ハビ・ナバーロを補佐する副キャプテンも務めた。
2007年7月、セビージャFC時代に2年間指導を受けたホアキン・カパロス監督がいるアスレティック・ビルバオに復帰した。クラブのスターのひとりであるイスマエル・ウルサイスが11年間付けていた背番号20を身にまとい、2007-08シーズンは27試合に出場した。2008-09シーズンはコパ・デル・レイ決勝にコマを進めたが、エスタディオ・デ・メスタージャで行われたこの試合はFCバルセロナに1-4で敗れた。2009-10シーズンは自身の負傷やフェルナンド・アモレビエタの成長などの影響で、出場は3試合に留まった。2012年6月14日に現役引退を発表した。

## 所属クラブ
- 1994-1998  CDアウレラ
- 1998-1999  SDエイバル
- 1999-2000  アルバセテ・バロンピエ
- 2000-2001  CAオサスナ
- 2001-2003  アスレティック・ビルバオ
- 2003-2007  セビージャFC
- 2007-2012  アスレティック・ビルバオ

## タイトル
- セビージャFC
  - コパ・デル・レイ 2006-07
  - UEFAカップ 2005-06, 2006-07
  - UEFAスーパーカップ 2006